# Affare Sokal
L'affare Sokal (noto in inglese come Sokal Affair o Sokal's Hoax) è stato un esperimento sociologico messo in atto nel 1996 da Alan Sokal, professore di fisica alla New York University, che propose, al fine di pubblicarlo, un proprio falso articolo alla rivista accademica Social Text, una rivista focalizzata su studi culturali postmoderni, politicamente orientata verso la sinistra femminista e postmodernista per testarne il rigore intellettuale e, in particolare, per verificare se fosse sufficiente per pubblicare un qualsiasi articolo, anche contenente tesi inventate, che sembrasse credibile e lusingasse le convinzioni dei curatori della rivista. L'articolo venne effettivamente pubblicato e, una volta che Sokal ebbe raccontato la verità, nacque un dibattito sul valore accademico delle analisi condotte dalle discipline umanistiche su quelle fisiche e sull'influenza della filosofia postmoderna sulle discipline sociali in generale.

## Storia
Sokal sottopose nel 1996 l'articolo Transgressing the Boundaries: Towards a Transformative Hermeneutics of Quantum Gravity ("Violare le frontiere: verso una ermeneutica trasformativa della gravità quantistica") alla rivista accademica Social Text, una rivista focalizzata su studi culturali postmoderni, politicamente orientata verso la sinistra femminista e postmodernista, confidando nel fatto che il suo articolo, sebbene fosse del tutto privo di senso, sarebbe stato comunque pubblicato in quanto ossequioso nei confronti dell'ideologia dei curatori della rivista.
L'articolo riuscì a superare con successo le procedure di selezione e venne pubblicato l'anno stesso dalla rivista. Questa, a quel tempo, non praticava la revisione paritaria e non sottoponeva l'articolo a una revisione esterna da parte di un fisico. Tre settimane dopo la sua pubblicazione, nel maggio 1996, Sokal rivelò sulla rivista Lingua Franca che l'articolo era una bufala.
In tale articolo si sosteneva che la gravità quantistica fosse un costrutto sociale e linguistico: nel testo erano inserite, in modo voluto, 35 occorrenze del termine «femminista», attraverso espressioni come «algebra femminista» e con presunti riferimenti a un interesse di pensatrici femministe e postmoderniste per la meccanica dei fluidi ("un campo di ricerca che, invece, sarebbe ingiustamente negletto a causa dell'interesse della fisica mascolina per la virilità di oggetti solidi e rigidi"),, inframezzate da frasi prive di senso come: «Proprio come le femministe liberali seguono un'agenda minimale di eguaglianza sociale e parità di diritti per le donne e il diritto alla scelta, così matematici liberali (e anche socialisti) seguono il paradigma egemonico di Zermelo-Fraenkel (che, riflettendo le origini liberali del XIX secolo già incorpora l'assioma di uguaglianza) con la sola aggiunta dell'assioma della scelta».
La sua ipotesi si rivelò fondata: l'articolo passò indenne il meccanismo di selezione redazionale e fu ritenuto degno di pubblicazione nella rivista. L'esperimento era volto a mettere alla prova il rigore intellettuale della rivista, in modo da vedere se un tale rivista avrebbe «pubblicato un articolo pieno di frasi senza senso, purché queste»:
1. suonassero bene
2. fossero in accordo con i presupposti ideologici dei curatori".[15]

Il giorno della pubblicazione Sokal, scrivendo sul rivista Lingua Franca, rivelò la reale natura dell'operazione descrivendo l'articolo come «un pastiche di ideologie di sinistra, riferimenti ossequiosi, citazioni grandiose e prive di senso, strutturato attorno alle più sciocche frasi di accademici postmodernisti che avevo potuto trovare riguardo alla fisica e alla matematica».
Nell'articolo incriminato (inserito nel 1997 da Sokal nel suo libro Imposture Intellettuali, scritto in collaborazione con Jean Bricmont) si legge, tra le altre cose, questa citazione di Jacques Lacan:

## Influenza culturale
Sulle orme di Sokal, tra il 2017 e il 2018, Peter Boghossian (docente del dipartimento di filosofia alla Portland State University) James Lindsay e Helene Pluckrose, sotto diversi pseudonimi, sottoposero 20 articoli bufala al vaglio di alcune riviste accademiche, al fine di testarne gli standard qualitativi. Gli articoli sostenevano tesi palesemente assurde o moralmente discutibili. Tra questi figuravano un testo intitolato il pene come costrutto sociale e una riscrittura di parte di un capitolo del Mein Kampf di Hitler in linguaggio femminista. Nell'ottobre 2018, quando la bufala fu svelata, quattro dei venti articoli erano stati pubblicati, tre accettati ma non ancora pubblicati, sei rifiutati, e sette non ancora valutati.